# Jeff Davis County (Texas)
Jeff Davis County je okres ve státě Texas v USA. K roku 2010 zde žilo 2 342 obyvatel. Správním městem okresu je Fort Davis. Celková rozloha okresu činí 5 866 km².